# トワル

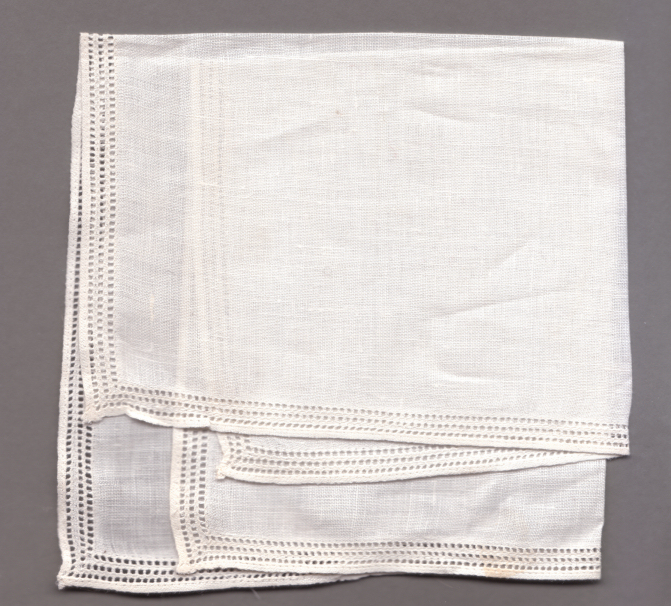
トワル

トワル（フランス語: Toile）は様々な素材で織られた平織物。もともとはフランス語で帆布のことを指す。

## 概要
ダミー（人台）にシーチングで作成したアイテムを着せ、実際のイメージと照らし合わせる為に使われる（トワルチェック）。基本的に半身（右半身）だけ作りダミーに着せる。ダミーに着せる際、シルクピン（ムシピン）でとめて（仮止め）イメージと比較しながら、その場ですぐに修正できるようにしておく。最終確認の場合はしつけ糸、ミシン等で縫って確認する。
トワルを作る場合、左右対称（シンメトリー）の場合は半身、左右非対称（アシンメトリー）の場合は全て作る。